# Омо туо

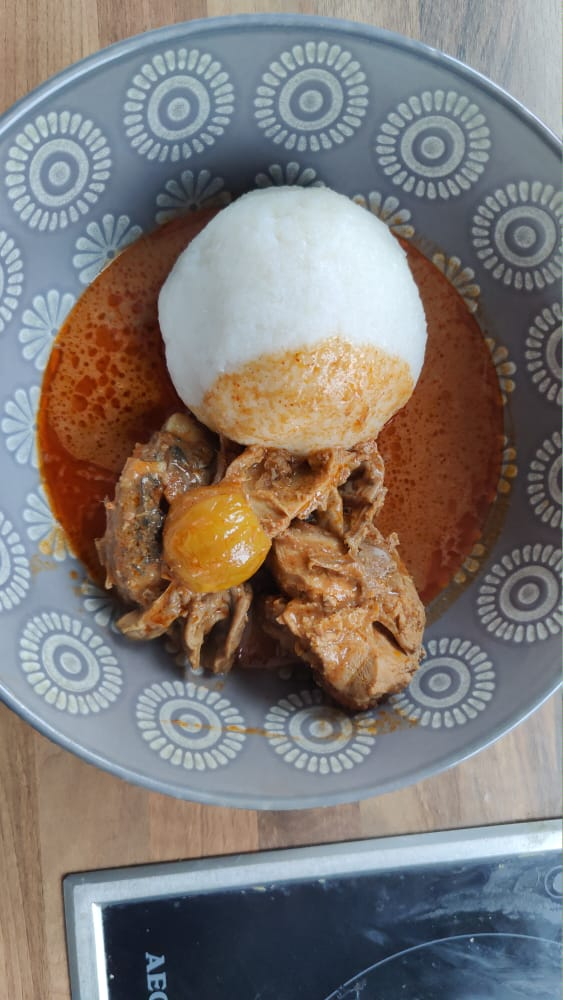
Омо туо з горіховим супом і м'ясом.

Омо туо (чві ɛmo tuo; «рисові кульки») — це основна їжа Гани, яка готується з рису. Здебільшого використовується «битий рис» або довгозернистий рис, розбитий на менші шматочки. Зазвичай рис варять з більшою кількістю води, ніж зазвичай, щоб зробити його м’якшим. Потім його збивають, щоб воно стало гладким, після чого з нього формують великі кульки.  У Гані його зазвичай подають до супу з арахісу або пальмового горіха. У Нігерії він може супроводжувати міян кука (суп із сушеної бамії). 